# Blauw naakt II
Blauw naakt II (Nue bleu II) is een schilderij van de Franse kunstschilder Henri Matisse.
Het is een gouache met collage van 116,2 cm × 88,9 cm. Het bevindt zich in Centre Georges Pompidou in Parijs.
Henri Matisse heeft het in 1952 gemaakt. Het beeldt een vrouwelijk naakt uit. Matisse maakte vier schilderijen met dit onderwerp.